# Sons of Silence

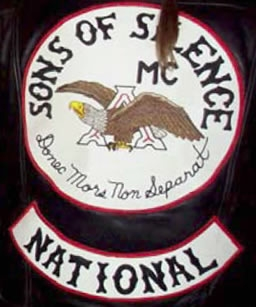
Sons of Silence Backpatch

Der Sons of Silence Motorcycle Club (SOSMC bzw. SOS) ist ein Motorradclub, der zu den Outlaw Motorcycle Gangs zählt. Er ist mit den Hells Angels, den Bandidos, den Outlaws und den Pagans einer der fünf größten Clubs der Vereinigten Staaten. Es wird angenommen, dass Mitglieder an Delikten wie Mord, Körperverletzung, Drogenhandel, Schutzgelderpressung und Zuhälterei beteiligt sind.

## Geschichte
Die Sons of Silence wurden um 1966 in Niwot (Colorado) gegründet. Das erste Chapter außerhalb der Vereinigten Staaten wurde 1998 im Großraum München eröffnet. 2001 folgten Chapter in Freising, Gangkofen und Nürnberg. 2002 wurde ein zweites Chapter in München eröffnet, 2007 ein Chapter in Viernheim und 2010 ein Chapter in Erding. Das bis dato letzte deutsche Chapter gründete sich 2015 in Pfarrkirchen. Nach Schätzungen des Bureau of Alcohol, Tobacco, Firearms and Explosives (ATF) unterhielt der Club 2001 mindestens 14 Chapter in sieben verschiedenen Bundesstaaten der Vereinigten Staaten, sowie in Deutschland mit etwa 175–200 Mitgliedern. 2009 betrug ihre Zahl nach Untersuchungen des National Gang Intelligence Centers in den Vereinigten Staaten 250–275 Vollmitglieder in 30 Chaptern in 12 Bundesstaaten.
Das Logo ist ein Weißkopfseeadler, das Wappentier der Vereinigten Staaten, vor einem riesigen „A“. Die Zeichnung wurde von einer Budweiser-Werbung inspiriert. Das Motto der Sons of Silence ist „Donec Mors Non Separat“, lateinisch für „Solange der Tod uns nicht trennt“ und Bestandteil des Clublogos.

## Sons of Silence in der Bikerszene
Die Sons of Silence stehen mit den vier anderen großen Clubs in wechselhaften Beziehungen. In Denver war man in den 1990ern mit einem Bandidos-Chapter befreundet. Seit die Hells Angels ebenfalls ein Chapter in Denver unterhalten, wird dort seit Jahren ein Bikerkrieg prophezeit, der jedoch bisher nicht eskaliert ist.
1980 tötete der Vizepräsident der Sons of Silence den Vizepräsidenten der Outlaws in Indianapolis. Der damalige Präsident Leonard „J.R.“ Reed vermittelte als Friedensstifter und konnte bis zu seinem Tod 2003 den Frieden zwischen den Clubs einigermaßen sichern. An seinem Begräbnis am 19. Juni 2003 nahmen sowohl die Outlaws als auch die Hells Angels und die Bandidos teil.

## Kriminelle Aktivitäten
Es wird angenommen, dass Mitglieder der Sons of Silence in verschiedene kriminelle Aktivitäten verwickelt sind. Das National Gang Intelligence Center listet „Mord, Körperverletzung, Drogenschmuggel, Bedrohung, Erpressung, Zuhälterei, Geldwäsche, Waffenschmuggel sowie Motorrad- und Motorradteilediebstahl“ auf.
Im Oktober 1997 wurden 37 Mitglieder der Sons of Silence in Denver wegen Drogenschmuggels und Verstößen gegen das Waffengesetz verhaftet. Das ATF stellte etwa 9 kg Methamphetamine, 35 Feuerwaffen, vier Handgranaten und zwei Schalldämpfer sicher. 2001 wurden sechs Sons of Silence aus Iowa wegen Drogen- und Waffenverstößen festgenommen. Die sechs Männer sollen mit Marihuana, Methamphetamin und Kokain gehandelt haben.